# Nabatejci
Nabatejci (ٱلْأَنْبَاط, al-ʾAnbāṭ, singular النبطي, al-Nabaṭī; compare starogrško Ναβαταῖος, latinizirano: Nabataîos; latinsko Nabataeus), so bili ljudstvo, ki so naselili severno Arabijo in južni Levant, njihova naselja, najpogosteje domnevno glavno mesto Petra, od leta 37 – okoli 100 n. št. so dala ime Nabateja do meje med Arabijo in Sirijo, od Evfrata do Rdečega morja. Njihova ohlapno nadzorovana trgovinska mreža, ki se je osredotočila na niz oaz, ki jih je obvladovala, kjer so intenzivno kmetovali na omejenih območjih in na poteh, ki so jih  povezovale, v okoliški puščavi ni imela varno določenih meja. Ozemeljsko neodvisnost so ohranilo od njihovega nastanka v 4. stoletju pred našim štetjem, dokler ni Nabateje leta 106 osvojil Trajan in jih priključil Rimskemu cesarstvu. Posebna kultura Nabatejcev, ki se jo zlahka prepozna po značilni fini lončenini oziroma poslikani keramiki, ki je bila sprejeta v večjo grško-rimsko kulturo. Kasneje v bizantinski dobi so se spreobrnili v krščanstvo. Jane Taylor, pisateljica, jih opisuje kot »enega najbolj nadarjenih narodov v starodavnem svetu«.

## Izvor
Nabatejci so bili med mnogimi nomadskimi plemeni, ki so zavzela puščavo na Arabskem polotoku in se s svojimi čredami gibala kjer so našli pašnike in vodo. Ti nomadi so se seznanili s temi kraji v različnih letnih časih in se trudili preživeti tudi v letih, ko so se sezonske padavine zmanjšale.  Čeprav naj bi bili Nabatejci prvotno iz aramejske kulture, sodobni strokovnjaki to teorijo zavračajo. Namesto tega jih zgodovinski, verski in jezikovni dokazi identificirajo kot severno arabsko pleme.
Natančen izvor tega posebnega plemena arabskih nomadov je še vedno negotov. Ena hipoteza išče prvotno domovino v današnjem Jemnu, na jugozahodu Arabskega polotoka; vendar njihova božanstva, jezik in pisava nimata nič skupnega s tistimi v južni Arabiji. Druga hipoteza trdi, da so prišli iz vzhodne obale polotoka. Predlog, da so prišli s področja Hedžasa, velja za bolj prepričljivega, saj imajo veliko skupnih božanstev in »nbtw«, korenski konsonant imena plemena, najdemo v zgodnjem semitskem jeziku območja Hedžas.
Podobnosti med poznim Nabatejskim arabskim narečjem in tistim, ki so ga našli v Mezopotamiji v času novoasirskega obdobja in dejstvo, da so Asirci navedli skupino z imenom Nabatu kot eno od številnih uporniških arabskih plemen v regiji, nakazuje povezavo med obema. Nabatejci so morda izhajali od tam in med 6. in 4. stoletjem pr. n. št. migrirali na zahod v severozahodno Arabijo in velik del sodobne Jordanije. 
Nabatejce so napačno povezali z drugimi skupinami ljudstev. Ljudstvo imenovano "Nabaiti", ki jih je premagal asirski kralj Asurbanipal in opisal kot da živijo »v daleč puščavi, kjer ni divjih živali in niti ptice ne gradijo gnezd«, so jih povezali z Nabatejci zaradi podobnega imena. Trditev Jane Taylor se sklicuje na napačno razlago z Nebaioth v hebrejski Bibliji, ki so bili potomci Izmaela, Abrahamovega sina.
V nasprotju z ostalimi arabskimi plemeni so se Nabatejci kasneje pojavili kot ključni igralci v regiji, ki so kasneje izginili. Kratko babilonsko ujetništvo Hebrejcev, ki se je začelo v 586 pr. n. št., je odprlo manjšo moči v Judeji (pred vrnitvijo Judejcev pod perzijskim kraljem Kirom Velikim, ki je vladal 559-530 pr. n. št.). Ko so se Edomiti preselili v odprte judejske pašne dežele, so se Nabatejski napisi začeli pojavljati na ozemlju Edomitov. Prvi določen videz je nastal v 312/311 pr. n. št., ko so bili napadeni pri Seli ali morda Petri brez uspeha s strani Antigonovega častnika Ateneja v času tretje vojne diadohov; takrat je Hieronim iz Kardije, uradnik Selevkidov, omenil Nabatejce v bitki. Približno 50 pr. n. št. je grški zgodovinar Diodor Sicilski v svojem poročilu navedel naslednje: »Tako kot so jih Selevkidi poskušali podrediti, so tudi Rimljani naredili več poskusov, da bi dobili v svoje roke na to donosno trgovino«.
Nabatejci so že imeli nekaj aramejske kulture, ko so se prvič pojavili v zgodovini. Napisali so pismo Antigonu v sirski pisavi, aramejščino pa so uporabljali kot jezik na svojih kovancih in napisih, ko je pleme preraslo v kraljestvo in je izkoristilo razpad Selevkidov, da bi razširili svoje meje proti severu na bolj plodno deželo vzhodno od reke Jordan. Okupirali so Hauranski plato in okoli 85 pred našim štetjem je njihov kralj Aretas III. postal gospodar Damaska in Kelesirije. Imena na njihovih napisih nakazujejo, da so bili etnično Arabci, ki so bili pod aramejskim vplivom. Starcky identificira Nabatu južne Arabije kot njihove prednike. Vendar pa so različne skupine Nabatejcev svoje ime zapisale na nekoliko drugačne načine; zato arheologi neradi rečejo, da so vsi pripadali istemu plemenu ali da katera koli skupina predstavlja originalne Nabatejce.

## Kultura
Veliko primerov grafitov in napisov - v glavnem imen in pozdravov - dokumentirajo območje nabatejske kulture, ki se je razširila še severno na del Mrtvega morja in pričajo o široki pismenosti; vendar razen nekaj črk, ni obstajala nobena nabatejska književnost niti ni bilo zapisov o tem v antiki . Onomastična analiza je predlagala , da je na nabatejsko kulturo lahko vplivalo več dejavnikov. Klasična sklicevanja na Nabatejce se začnejo z Diodorom Sicilskim; nakazujejo, da so trgovske poti in izvor njihovega blaga veljali za poslovne skrivnosti in bile prikrite v zgodbah. Diodor Sicilski (knjiga II) jih je opisal kot močno pleme s približno deset tisoč bojevniki, ki so prevladovali med nomadi Arabije, se izogibali kmetijstvu, stalnim domovom in uporabi vina, vendar pa pastirskim prizadevanjem dodali dobičkonosno trgovino z morskimi pristanišči s svetim kadilom, začimbami in miro iz Arabije Felix (današnji Jemen), kakor tudi trgovanje z Egiptom z bitumnom iz Mrtvega morja. Njihova suha dežela je bila njihova najboljša zaščita, saj so imeli vodo v obliki zbiralnikov za deževnico, ki so jih izkopali v kamnitih ali z glino bogatih zemljinah, skrbno prikrito od napadalcev.

## Religija
Obseg trgovine je prinesel medkulturne vplive, ki so segali do obale Južne Arabije ob Rdečem morju. Bogovi, ki so se častili na Petri, so bili predvsem Dušara in al-'Uzzá. Dušara je bil najvišje božanstvo nabatejskih Arabcev in je bil uradni bog Nabatejskega kraljestva, ki je užival posebno kraljevsko pokroviteljstvo. Njegov uradni položaj se odraža v več napisih, ki ga imenujejo kot »bog našega gospodarja« (kralja). Ime Dušara je iz arabščine Dhu ash-Shara, ki preprosto pomeni tisti iz Šare, planine jugovzhodno od Petre . Zato je iz Nabatejčeve perspektive Dušara verjetno povezana z nebesi. Druga teorija povezuje Dušara z gozdovi, ki dajejo drugačne ideje o bogu. Orel je bil eden izmed simbolov Dušare. V Hegri se je široko uporabljal kot vir zaščite kraljevih grobnic.
Nabatejski napis iz Hegre nam razkrije kozmično funkcijo Dušare: »Tisti, ki ločuje noč in dan«, nakazuje, da je bil povezan s soncem ali z Merkurjem, ki ga je identificiral še en arabski bog, ki se imenuje Ruda. »Njegov prestol« je bil pogosto omenjen v napisih, nekatere interpretacije besedila pa veljajo za referenco za Dušarovo ženo, boginjo Harišo. Bila je verjetno sončno božanstvo .
Kljub temu, da so Rimljani priključili Nabatejsko kraljestvo, je Dušara še vedno imel pomembno vlogo. Največje pričevanje o statusu boga po padcu Nabatejskega kraljestva je v 1000 obletnici Rima, kjer so v Bostri kovali kovance z imenom Dušara, ki se je imenoval Actia Dusaria (povezovanje boga z Avgustovo zmago pri Akciju) . V svojem arabskem imenu je bil grška in v vladavini arabskega cesarja.
Nabatejci so svoje bogove predstavljali kot brezoblične stebre ali bloke. Njihovi najpogostejši spomeniki, splošno znani kot »božji bloki«, so vključevali odstranjevanje celotnega vrha hriba ali pečine, tako da bi ostal le blok. Ker pa so Nabatejci zašli pod vpliv drugih kultur, kot so tiste v Grčiji in Rimu, so njihovi bogovi sčasoma postali antropomorfni in so bili zastopani s človeškimi značilnostmi.

## Jezik
Uradni jezik napisov, potrjen v 2. stoletju pred našim štetjem, kaže na lokalni razvoj aramejskega jezika pod močnim vplivom arabskih oblik in besed, ki so prikazane v številnih nabatejskih napisih. Za srednjo in medsebojno celovito komunikacijo z bližnjevzhodnimi etničnimi skupinami so se Nabatejci, tudi njihovi sosedi, morali zanašati na aramejščino kot srednji most med različnimi političnimi regijami. Zato je bil aramejski jezik uporabljen v komercialne in uradne namene v politični sferi. Abeceda se je tudi razvila iz aramejske abecede, čeprav se je uporabljala značilna poševna pisava, iz katere izhaja arabska abeceda. Obstajajo različna mnenja v zvezi z razvojem arabske pisave. J. Starcky meni, da je Lakhmidova sirska oblika pisave verjeten kandidat. Vendar John F. Healey navaja: »Nabatejski izvor arabske pisave je zdaj skoraj splošno sprejet«.
Medtem ko je bil glavni napisni jezik Nabatejcev aramejski, lingua franca tistega časa, pa so bili Nabatejci arabski govorci. V ohranjenih dokumentih, aramejskim pravnim izrazom sledijo njihovi ekvivalenti v arabščini. To bi lahko nakazovalo, da so Nabatejci uporabljali arabščino v svojih pravnih postopkih, a so jih zapisali v aramejskem jeziku.

## Kmetijstvo
Čeprav ni bilo tako suho kot je danes, je bilo območje, ki so ga zasedali Nabatejci, še vedno puščava in je zahtevala posebne tehnike v kmetijstvu. Na primer okoli sadnega drevesa so izkopali kotanjo in dež, kadar je padal, se je zbral v njej in potonil v tla. Tla, ki so bila večinoma puhlica, so se namočila in zadržala vodo.
Sredi 1950-ih je raziskovalna skupina, ki jo je vodil Michael Evenari, postavila raziskovalno postajo v bližini Avdata (Evenari, Shenan in Tadmor 1971). Osredotočil se je na pomembnost upravljanja odtočnih voda pri pojasnjevanju mehanizma starih kmetijskih značilnosti, kot so terasasti vadiji, kanali za zbiranje deževnice in enigmatični fenomen »Tuleilat el-Anab«. Evenari je pokazal, da sistemi za zbiranje deževnice koncentrirajo vodo iz površine, ki je petkrat večja od površine, na kateri voda dejansko odteka.
Drugo študijo je opravil Y. Kedar leta 1957, ko se je osredotočil tudi na mehanizem kmetijskih sistemov, proučil ravnanje z zemljo in trdil, da so bili starinski kmetijski sistemi namenjeni povečanju kopičenja puhlice v vadiju in ustvarjanju infrastrukture. To teorijo je raziskal tudi E. Mazor iz Weizmannovega inštituta za znanost.

## Helenistično in rimsko obdobje
Petra je bila hitro zgrajena v 1. stoletju pred našim štetjem in razvila prebivalstvo, ocenjeno na 20.000.
Nabatejci so bili zavezniki prvih Hasmonejcev v svojih borbah proti Selevkidskim kraljem. Nato so postali nasprotniki judovske dinastije in glavni element v motnjah, ki so privabile Pompejevo posredovanje v Judeji. Po mnenju zgodovinarja Paula Johnsona so se mnogi Nabatejci spreobrnili v judaizem, ki ga je častil hasmonejski kralj Aleksander Jannej. To je bil kralj, ki je po opustitvi lokalnega upora napadel in zasedel nabatejska mesta Moaba in Gileada.
Rimska vojska v svojih pohodih proti Nabatejcem ni bila uspešna. Leta 62. pr. n. št. je Marcus Aemilius Scaurus sprejel podkupnino 300 talentov, da bi oblegal Petro, deloma zaradi težkega terena in dejstva, da je zmanjkalo zalog. Hyrcanus II., ki je bil Aretasov prijatelj, je poslal Scaurusa h kralju, da bi kupil mir. Ko je tako dobil mir, je kralj Aretas obdržal vse svoje premoženje, vključno z Damaskom, in postal rimski vazal. .
V 32. pr. n. št. je Herod Veliki, s podporo Kleopatre, začel vojno proti Nabatejcem. Vojno je začela Herodoova vojska, ki je plenila Nabatejo in zasedla Dium. Po tem porazu so se sile Nabatejcev nabirale blizu Canata v Siriji, vendar so jih napadli in preusmerili. Athenion, Kleopatrin general, je Kanatance poslal v pomoči Nabatejcem in ta sila je potisnila Herodovo vojsko, ki je nato pobegnila v Ormizo. Leto kasneje je Herodova vojska premagala Nabatejo.
Po potresu v Judeji so se Nabatejci uprli in napadli Izrael, vendar je Herod takoj prešel reko Jordan v Filadelfijo (sodobni Aman) in na obeh straneh postavil taborišče. Nabatejci so pod Elthemom zavrnili bitko, zato jih je Herod prisilil k temu, ko je napadel njihov kamp. Zmedeni Nabatejci so bili poraženi. Preostale sile Nabatejcev so ponudile 500 talentov za mir, vendar je bilo to zavrnjeno. V zadnji bitki so bili poraženi. 

## Rimsko obdobje
V prvem stoletju Rimskega cesarstva, je Nabatejsko kraljestvo cvetelo. Njegova moč se je razširila daleč v Arabijo vzdolž Rdečega morja v Jemen, Petra je bila svetovljansko tržišče, čeprav se je trgovanje zmanjšalo z vzhodno trgovsko potjo od Myos Hormosa do Qifta ob Nilu. Po Pax Romana so Nabatejci izgubili svoje vojne in nomadske navade ter postali trezni, lakomni in urejeni ljudje, ki so bili v celoti posvečeni trgovini in kmetijstvu.
Kraljestvo je bilo branik med Rimom in divjimi puščavskimi hordami, razen v času Trajana, ki je zmanjšal Petro in pretvoril državo Nabatejcev v rimsko provinco Arabia Petraea.
Do 3. stoletja so Nabatejci prenehali pisati v aramejskem jeziku in začeli pisati v grščini, v 5. stoletju pa so sprejeli krščanstvo. Novi arabski osvajalci, ki so kmalu pritisnili na njihovo ozemlje so ugotovili, da so se ostanki Nabatejcev preoblikovali v kmete. Njihova dežela je bila razdeljena med nova arabska plemiška kraljestva bizantinskih vazalov, arabske Gassanide in vazale Himavarite, arabsko kraljestvo Kindah v Severni Arabiji.
Na mesto Petra je zahodnjake leta 1812 opozoril švicarski raziskovalec Johann Ludwig Burckhardt.

## Arheološka najdišča
- Petra in Mala Petra v Jordaniji
- Bosra v Siriji
- Mada'in Saleh[27] v severozahodni Saudovi Arabiji.
- Šivta v puščavi Negev, Izrael; sporen kot Nabatejski prekurzor bizantinske kolonije.
- Avdat v puščavi Negev
- Mamshit v puščavi Negev
- Haluza v puščavi Negev
- Dahab v južnem Sinaju, Egipt; izkopano nabatejsko trgovsko pristanišče